# Emmanuel Jadot
Emmanuel Léon Marcel Jadot (Marche-en-Famenne, 18 februari 1904 - 4 november 1978) was een Belgisch senator.

## Levensloop
Jadot was notaris in Marche-en-Famenne.
Hij werd gemeenteraadslid van zijn gemeente in 1952.
Van 1950 tot 1961 was hij liberaal provinciaal senator voor de provincie Luxemburg.